# Chrysosaccales
Ordre
Les Chrysosaccales sont un ordre d'algues unicellulaires de la classe des Chrysophyceae.

## Liste des familles
Selon AlgaeBase (23 janvier 2022) :
- Chrysosaccaceae Bourrelly
- Stylococcaceae Lemmermann